# Futebol nos Jogos Olímpicos de Verão de 1924
O torneio de futebol nos Jogos Olímpicos de Verão de 1924 foi realizado em Paris, França entre 25 de maio e 9 de junho.

## Masculino
| Ouro | Prata | Bronze |
| Uruguai José Leandro Andrade Pedro Arispe Pedro Casella Pedro Cea Luis Chiappara Pedro Etchegoyen Alfredo Ghierra Andrés Mazali José Naya José Nasazzi Pedro Petrone Ángel Romano Zoilo Saldombide Héctor Scarone Pascual Somma Alberto Tomassina Antonio Urdinarán Santos Urdinarán Fermín Uriarte José Vidal Alfredo Zibechi Pedro Zingone | Suíça Max Abegglen Félix Bédouret Charles Bouvier Walter Dietrich Karl Ehrenbolger Paul Fässler Gustav Gottenkieny Jean Haag Marcel Katz Edmond Kramer Adolphe Mengotti August Oberhauser Robert Pache Aron Pollitz Hans Pulver Rudolf Ramseyer Adolphe Reymond Louis Richard Teo Schär Paul Schmiedlin Paul Sturzenegger Walter Weiler | Suécia Axel Alfredsson Charles Brommesson Gustaf Carlson Albin Dahl Sven Friberg Karl Gustafsson Fritjof Hillén Konrad Hirsch Gunnar Holmberg Per Kaufeldt Tore Keller Rudolf Kock Sigfrid Lindberg Vigor Lindberg Sven Lindqvist Evert Lundquist Sten Mellgren Gunnar Olsson Sven Rydell Harry Sundberg Thorsten Svensson Robert Zander |

### Fase preliminar
| 25 de maio de 1924 | Itália         | 1 - 0 | Espanha        |
| 25 de maio de 1924 | Turquia        | 2 - 5 | Checoslováquia |
| 25 de maio de 1924 | Suíça          | 9 - 0 | Lituânia       |
| 25 de maio de 1924 | Estados Unidos | 1 - 0 | Estônia        |
| 26 de maio de 1924 | Iugoslávia     | 0 - 7 | Uruguai        |
| 26 de maio de 1924 | Hungria        | 5 - 0 | Polônia        |

### Primeira fase
| 27 de maio de 1924 | Países Baixos | 6 - 0 | Romênia        |
| 27 de maio de 1924 | França        | 7 - 0 | Letônia        |
| 28 de maio de 1924 | Suíça         | 1 - 1 | Checoslováquia |
| 28 de maio de 1924 | Bulgária      | 0 - 1 | Irlanda        |
| 29 de maio de 1924 | Itália        | 2 - 0 | Luxemburgo     |
| 29 de maio de 1924 | Suécia        | 8 - 1 | Bélgica        |
| 29 de maio de 1924 | Egito         | 3 - 0 | Hungria        |
| 29 de maio de 1924 | Uruguai       | 3 - 0 | Estados Unidos |

#### Desempate
| 30 de maio de 1924 | Suíça | 1 - 0 | Checoslováquia |

### Quartas de final
| 1 de junho de 1924 12:00 | França      | 1–5 | Uruguai                    | Stade Olympique Yves-du-Manoir, Paris |
|                          | P. Nicholas |     | Scarone (2) Petrone Romano |                                       |

| 1 de junho de 1924 13:00 | Suécia                             | 5–0 | Egito | Stade Pershing, Paris |
|                          | Brommesson (2) Kaufeldt (2) Rydell |     |       |                       |

| 2 de junho de 1924 14:00 | Suíça                 | 2–1 | Itália      | Stade Bergere, Paris |
|                          | Sturzenegger Abegglen |     | Della Valle |                      |

| 2 de junho de 1924 15:00 | Países Baixos | 2–1 (pro) | Irlanda | Paris |
|                          | Formenoy (2)  |           | Ghent   |       |

### Semifinal
| 5 de junho de 1924 12:00 | Suíça        | 2–1 | Suécia | Stade Olympique Yves-du-Manoir, Paris |
|                          | Abegglen (2) |     | Kok    |                                       |

| 6 de junho de 1924 12:00 | Países Baixos | 1–2 | Uruguai         | Stade Olympique Yves-du-Manoir, Paris |
|                          | Pilj          |     | Cea Scarone (p) |                                       |

### Disputa pelo bronze
| 8 de junho de 1924 12:00 | Países Baixos | 1–1 (pro) | Suécia   | Stade Olympique Yves-du-Manoir, Paris |
|                          | Le Fevre      |           | Kaufeldt |                                       |

Desempate
| 9 de junho de 1924 12:00 | Países Baixos | 1–3 | Suécia               | Stade Olympique Yves-du-Manoir, Paris |
|                          | Formenoy (p)  |     | Rydell (2) Lundqvist |                                       |

### Final
| 9 de junho de 1924 13:00 | Suíça | 0–3 | Uruguai            | Stade Olympique Yves-du-Manoir, Paris |
|                          |       |     | Petrone Cea Romano |                                       |